# Riccardo Minasi
Riccardo Masahide Minasi (Roma, 1978) è un direttore d'orchestra e violinista italiano.

## Biografia
Riccardo Minasi ha studiato presso il Conservatorio Santa Cecilia di Roma con Paolo Centurioni e Alfredo Fiorentini, ha seguito corsi con Enrico Parizzi, Luigi Mangiocavallo, Enrico Gatti e presso la Schola Cantorum Basilensis con Chiara Banchini. 
Ricopre il ruolo di Direttore musicale dell’Opera Carlo Felice di Genova,di “Principal guest conductor” dell’Ensemble Resonanz presso la Elbphilharmonie di Amburgo ed è direttore artistico dell’Orchestra La Scintilla presso l’Opera di Zurigo.
Ha ricevuto inviti come direttore ospite da parte di varie orchestre, tra cui la Staatskapelle Dresden, i Berliner Philharmoniker, l'Orchestra reale del Concertgebouw di Amsterdam, la Gürzenich Orchester Köln, l'Orchestra sinfonica della radio bavarese, l'Orchestra Sinfonica della Radio Svedese, la Orchestra Filarmonica del Lussemburgo , l'Orchestra del Capitol di Tolosa, l'Orchestra dell'Accademia Nazionale di Santa Cecilia.
Ha diretto inoltre Tokyo Metropolitan Orchestra, Hessischer Rundfunk Sinfonieorchester Frankfurt, City of Birmingham Symphony Orchestra, NDR Radiophilharmonie Hannover, Academy of Ancient Music, Konzerthausorchester Berlin, Orchestra of the Age of Enlinghtenment, Orchestre National de Lyon,  Orquestra de la Comunitat Valenciana, London Chamber Orchestra, Australian Brandenburg Orchestra, Zürcher Kammerorchester, Basel Kammerorchester, Concerto Köln, Philharmonische Staatsorchester Hamburg, Los Angeles Chamber Orchestra e Helsinki Baroque Orchestra, nella quale dal 2008 al 2011 è stato direttore associato.
Nel repertorio operistico e teatrale, ha diretto Norma a Colonia, Amburgo, Genova e Aix en Provence, Les Pêcheurs de perles al Festival di Salisburgo, Cenerentola, Idomeneo, Beatrice di Tenda, Il giro di vite e Falstaff all’Opera Carlo Felice di Genova, Dialogues des Carmélites e Don Giovanni a Valencia, Don Giovanni, Così fan tutte, Il ratto dal serraglio, Orlando Paladino, Matrimonio Segreto e i balletti di Christian Spuck su musiche di Schnittke, Schumann e Monteverdi all’Opera di Zurigo, Iphigénie en Tauride, Alcina, Nozze di Figaro, Agrippina, Rodelinda all’Opera di Amburgo, Carmen all’Opera di Lione, Rinaldo al Theater an der Wien, Il flauto magico, Rodelinda, Nozze di Figaro al Dutch National Opera.
Ha ricoperto il ruolo di solista e primo violino concertatore con Le Concert des Nations di Jordi Savall, Balthasar Neumann Ensemble, Il Giardino Armonico, Al Ayre Español, Orchestra dell’Accademia Nazionale di S.Cecilia, Orquesta Sinfónica de Madrid, Accademia Bizantina, Concerto Italiano e su invito di Kent Nagano presso il Festival Belcanto di Knowlton in Canada, collaborando inoltre con Concerto Vocale, Ensemble 415.
Cofondatore e direttore dell'ensemble Il Pomo d'Oro dal 2011 al 2016, dal dicembre 2016 è successo a Ivor Bolton alla direzione della Mozarteumorchester di Salisburgo.
Dal 2004 al 2010 ha insegnato presso il Conservatorio Alessandro Scarlatti di Palermo. Ha tenuto seminari, lezioni di violino, musica da camera e prassi esecutiva presso Juilliard School of Music di New York, Longy School of Music di Cambridge (USA), Sibelius Academy di Helsinki, Hochschule für Musik di Hannover, Conservatorio di Anversa, Università di Cultura Cinese di Taipei (Taiwan), Opernhaus di Zurigo, Conservatorio di Sydney (Australia) e in qualità di “historical advisor” per la Montréal Symphony Orchestra (Canada).
Ha debuttato ai Proms di Londra il 20 agosto 2024 con Ensemble Resonanz, Clara-Jumi Kang e Timothy Ridout.
In collaborazione con Maurizio Biondi ha pubblicato l’edizione critica dell’opera Norma di Bellini per Bärenreiter nel 2016.

## Discografia selezionata
- Albicastro – 12 concerti a quattro op.7 - Ensemble: Collegium Marianum – Collegium 1704, Václav Luks dir., Riccardo Minasi violino solista. Pan Classics, 2001.
- Heinrich Biber, Rosenkranz Sonaten (Sonate dei Misteri). Riccardo Minasi vl. e dir., ensemble Bizzarrie Armoniche. Arts, 2008. Finalista al Midem Classical Award Cannes come album dell’anno 2009.
- Francesco Maria Veracini, Violin Sonatas,  Riccardo Minasi,  Musica Antiqua Roma.  DHM SONY 2010.
- "Corelli’s Legacy", Riccardo Minasi vl. e dir., Musica Antiqua Roma. Passacaille 2011. Vincitore del “Supersonic award” di ICMA (International classical music awards)
- "Donna Leon, Kurioses aus Venedig". 7 Vivaldi Concertos. Riccardo Minasi dir. e solista, Il Complesso Barocco. Diogene, 2011.
- Handel: Violin Sonatas, Riccardo Minasi, Musica Antiqua Roma, DHM Sony, 2012.
- "Venezia - Arias della Serenissima".  Max Emanuel Cencic,  Il Pomo d’Oro,  Riccardo Minasi dir.. Virgin, 2012.
- Handel:  “Bad Guys”. Xavier Sabata,  il Pomo d’Oro, Riccardo Minasi dir. APARTE 2013
- "Arias for Caffarelli".  Franco Fagioli, Il Pomo d’Oro, Riccardo Minasi dir.. Naïve, 2013.
- "Vivaldi: Concerti per l’imperatore". Riccardo Minasi direttore e violino solista, Il Pomo d’Oro. Naïve, 2013.
- Vivaldi:  Double Concertos.  Riccardo Minasi & Dmitry Sinkovsky violini solisti e direzione, Il Pomo d’Oro. Naïve, 2013.
- Groß Rietz, concerti per violoncello. Klaus-Dieter Brandt vc., L’Arpa Festante, Riccardo Minasi dir.. Ars, 2014.
- Handel: Tamerlano. Sabata, Cencic, Ainsley, Gauvin,  Donose, Kudinov,  Il Pomo d’oro dir. Riccardo Minasi. Naïve, 2014[14]
- "Stella di Napoli". Joyce DiDonato, Orchestre et Choeur de l’Opéra de Lyon, dir. Riccardo Minasi. Erato, 2014. Diapason d’Or dell’anno 2015, BBC Music magazine Award, Gramophone Choice[15], nominato per il Grammy Award 2015
- Donna Leon: "Gondola". Vincenzo Capezzuto, Cecilia Bartoli, Il Pomo d’Oro, dir. e arrangiamenti Riccardo Minasi. Diogenes, 2014.
- C.P.E. Bach: 6 Hamburg Symphonies.  Ensemble Resonanz dir. Riccardo Minasi. Es Dur, 2014.
- Leonardo Vinci: Catone in Utica. Sancho, Fagioli, Cencic, Sabadus, Yi, Mitterrutzner,  Il Pomo d’Oro, dir.  Riccardo Minasi. Decca, 2015. Vincitore di Echo classic prize 2016, categoria Opera Recording (17th/18th century opera)[16]
- "Agrippina": musica di Handel, Carl Heinrich Graun, Giacomo Antonio Perti, Niccolò Porpora. Ann Hallenberg, il Pomo d’Oro dir. Riccardo Minasi. DHM Sony, 2015. Vincitore dell'International Opera Award 2016 e del premio del International classical music awards
- "GiovinCello": musica di Vivaldi, Platti, Boccherini, Graziani, Haydn. Edgar Moreau, il Pomo d’Oro dir. Riccardo Minasi. Erato, 2015. Vincitore di Echo classic prize 2016, categoria Newcomer (cello)
- Handel: Partenope. Gauvin, Jaroussky, Ainsley, Baráth, Iervolino, Tittoto, il Pomo d’Oro dir. Riccardo Minasi. Erato 2015. Vincitore del NY Times album of the year e finalista ai Gramophone Classical Music Awards 2016
- Haydn:  Violin/Harpsichord/Horn Concertos. Il Pomo d’Oro,  Johannes Hinterholzer corno, Maxim Emelyanychev clavicembalo e direzione, Riccardo Minasi violino e direzione. 2 Cd Erato, 2016. Vincitore di Echo classic prize winner 2016, categoria Concert Recording (19th century music)[17]
- Mozart: Violin Sonatas KV 306, 376, 454. Riccardo Minasi, violino, Maxim Emelyanychev – Fortepiano. DHM Sony, 2016.
- Haydn: Piano Trios. Riccardo Minasi, vl., Federico Toffano, vc., Maxim Emelyanychev fortepiano. DHM Sony, 2016.
- C.P.E. Bach: 4 Symphonies, Wq 183& – 6 Sonatas, Wq 184. Ensemble Resonanz dir. Riccardo Minasi. Es Dur, 2016.
- C.P.E. Bach: Cello Concertos & Symphony H. 648 - Jean-Guihen Queyras vc., Ensemble Resonanz, dir. Riccardo Minasi. Harmonia Mundi, 2018. Vincitore del Diapason d'Or dell'anno 2018.
- Haydn: Die sieben letzten Worte unseres Erlösers am Kreuze (versione orchestrale) - Ensemble Resonanz, Riccardo Minasi dir.. Harmonia Mundi, 2019. Vincitore del Diapason d'Or dell'anno 2019.
- W. A. Mozart - Symphonies Nos.39, 40 & 41 "Jupiter" - Ensemble Resonanz, Riccardo Minasi dir.. Harmonia Mundi, 2020.
- Vivaldi: le 4 stagioni; Verdi: Le 4 stagioni (balletto) - La Scintilla Orchestra, Minasi violino solista e dir.. Philharmonia Records - Opernhaus Zürich, 2020.
- Beethoven: Piano Concertos No.4 op.58 & "No.6" op.61a - Gianluca Cascioli piano, Ensemble Resonanz, dir. Riccardo Minasi. Harmonia Mundi, 2021.
- Pergolesi: Stabat Mater. Joan Rossell: Salve Regina - , Giulia Semenzato sopr., Lucile Richardot mezzo, Ensemble Resonanz, Riccardo Minasi dir. Harmonia Mundi 2021.
- Diana Damrau, "My Christmas" - Diana Damrau, soprano, Hanover Boys Choir, NDR Vokalensemble, NDR Radiophilharmonie, Riccardo Minasi dir., Richard Whilds,  Matthias Höfs, Matthias Höfs, Raphael Alpermann, Gabriel Smallwood. Warner, 2022.
- F. Chopin: Piano Concerto No. 1 / Mazurkas Nos. 1, 5, 13-15, 19, 25, 32, 38, 43 - Margarita Höhenrieder fortepiano, La Scintilla Orchestra, Minasi dir. Naxos, 2022.
- Strauss: Metamorphosen & Wind Sonatina No. 1 - Riccardo Minasi dir.,  Mozarteumorchester Salzburg. Berlin Classics, 2023.
- W. A. Mozart: Symphonies n°36 "Linz" & 38 "Prague" - Ensemble Resonanz, dir. Riccardo Minasi, Harmonia Mundi 2023.
- Antonín Kraft, Carl Philipp Emanuel Bach: Cello Concertos - Jean-Guihen Queyras vc., Riccardo Minasi dir., Ensemble Resonanz. Harmonia Mundi, 2024.